# Schwaigen

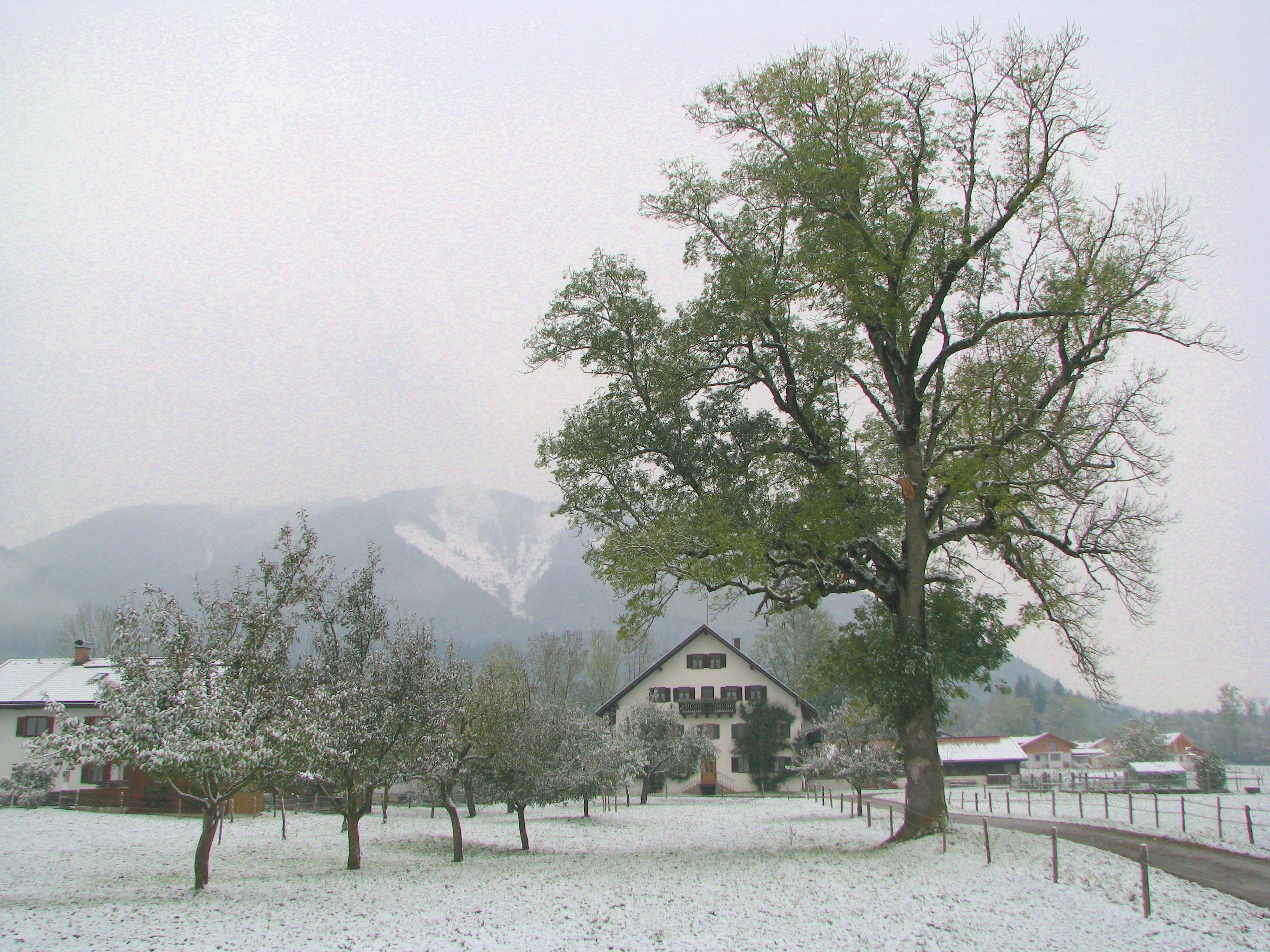
Grafenaschau mit dem Rißberg (1430 m)

Schwaigen ist eine Gemeinde im oberbayerischen Landkreis Garmisch-Partenkirchen und ein Mitglied der Verwaltungsgemeinschaft Ohlstadt. Sie ist Teil der Tourismusregion Das Blaue Land. Der Hauptort der Gemeinde ist Grafenaschau. Einen Ort Schwaigen gibt es nicht.

## Geographie

### Geographische Lage
Die Gemeinde liegt in der Region Oberland. Der größte Ort des Gemeindegebietes, das Dorf Grafenaschau, liegt nordöstlich vor den Ammergauer Alpen auf einer flachen, vom Lindenbach nach Osten hin ins Murnauer Moos entwässerten Ebene. Eine Streusiedlungsgruppe aus fast allen anderen, kleineren Orten breitet sich südöstlich des Hauptorts in der Tiefebene um das Eschenloher Moos vor dem östlichen Rand des Berglandes aus und entwässert zur Ramsach, die schon in der östlichen Nachbargemeinde im Murnauer Moos den Lindenbach aufnimmt und dann zur Loisach zieht.
Im Südwesten und Süden erstreckt sich das Gemeindegebiet nach dem Anstieg über den Aschauer Berg bei Grafenaschau bzw. den Schwaiger Berg von der Ramsach her weit in die Ammergauer Alpen, wo es auf 1548 m ü. NHN seinen höchsten Punkt auf dem (Hinteren) Hörnle hat. Nur wenig niedriger ist der Gipfel des Aufacker Bergs; über beide zieht die Gemeindegrenze.

### Gemeindegliederung
Es gibt sechs Gemeindeteile (in Klammern ist der Siedlungstyp angegeben):
- Apfelbichel (Weiler)
- Fuchsloch (Einöde)
- Grafenaschau (Dorf)
- Hinterbraunau (Einöde)
- Plaiken (Weiler)
- Vorderbraunau (Weiler)

Der heutige östliche und nördliche Teil von Grafenaschau war früher das Dorf Aschau, der südwestliche Teil war früher der Weiler Grafenaschau.

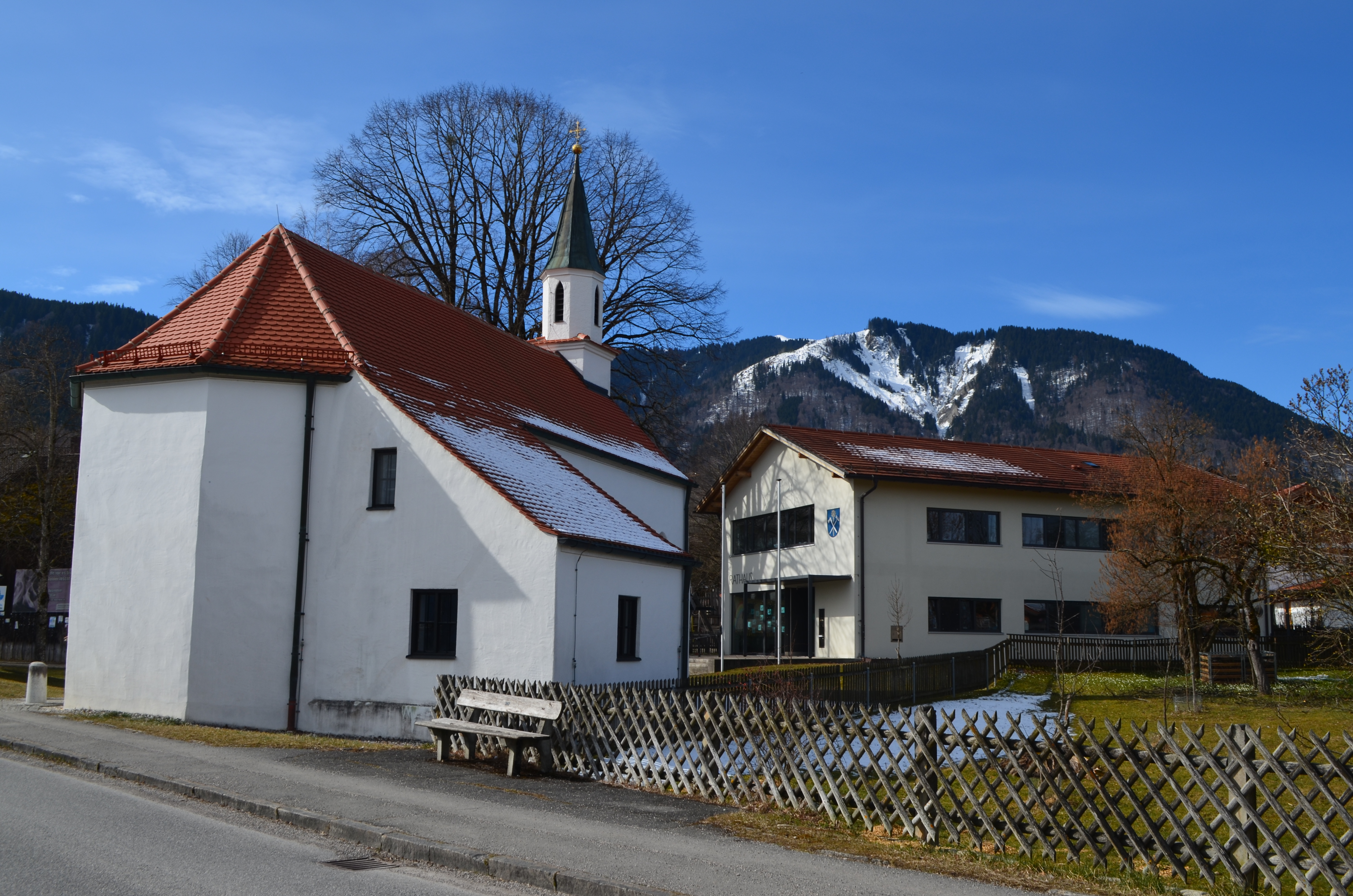
Grafenaschau, Rathaus der Gemeinde Schwaigen mit Kirche St. Wolfgang

## Geschichte
Die Gemeinde gehörte bis zur Aufhebung des ehemals reichsunmittelbaren Klosters Ettal im Jahr 1803 zum Gericht Murnau.
Im 18. und 19. Jahrhundert existierte eine Glashütte in Grafenaschau, das dem Dorf einen wirtschaftlichen Aufschwung bescherte.
Am 29. April 1945 erreichten US-amerikanische Soldaten den Ort, in dem sich noch versprengte Wehrmachtssoldaten aufhielten. Am Tag darauf wurde der Ort von den Amerikanern ohne wesentliche Gegenwehr übernommen.

### Einwohnerentwicklung
Zwischen 1988 und 2018 wuchs die Gemeinde von 606 auf 635 um 29 Einwohner bzw. um 4,8 %. Durch die Schließung des Pflegeheims „Lindenhof“ sank die Einwohnerzahl 2019 auf 593.

Einwohnerentwicklung ab 1970

| Jahr | Einwohner |
| ---- | --------- |
| 1970 | 418       |
| 1987 | 556       |
| 1991 | 631       |
| 1995 | 632       |
| 2000 | 621       |
| 2005 | 625       |
| 2010 | 601       |
| 2015 | 593       |
| 2016 | 626       |
| 2019 | 593       |
| 2023 | 642       |

## Politik

### Gemeinderat
Der Gemeinderat besteht seit den Kommunalwahlen am 15. März 2020 aus acht Mitgliedern und dem Bürgermeister.
- Unabhängig - Verbindlich - Verbindend (UVV): 6 Sitze
- Liste Ortsteil Schwaigen (LOS): 2 Sitze

### Steuereinnahmen
Die Gemeindesteuereinnahmen betrugen im Jahr 2016 419 T€, davon betrugen die Gewerbesteuereinnahmen (netto) 51 T€.

### Wappen
|  | Blasonierung: „In Blau ein senkrechter goldener Abtstab, dessen Griff mit einer silbernen Axt und einem silbernen Rechen in schräger Kreuzung belegt ist.“ |
|  | |

## Wirtschaft und Infrastruktur

### Wirtschaft einschließlich Land- und Forstwirtschaft
Insgesamt gab es 2013 am Arbeitsort 67 sozialversicherungspflichtig Beschäftigte. Sozialversicherungspflichtig Beschäftigte am Wohnort gab es insgesamt 191 und 7 Arbeitslose (3,7 % - Stand 2016).
Zudem bestanden im Jahr 2016 15 landwirtschaftliche Betriebe mit einer landwirtschaftlich genutzten Fläche von 623 ha und 1.617 ha Wald.
Seit 2018 gibt es in Grafenaschau einen Dorfladen.

### Tourismus
Durch Grafenaschau verläuft mit dem Maximiliansweg der Europäische Fernwanderweg E4. Er führt auf Gemeindegebiet im Westen über die Riss zum Hinteren Hörnle und im Süden entlang des Murnauer Mooses.
Auf dem 2018 eröffneten Glashüttenrundweg kann man die Geschichte des Ortes, die über mehr als 100 Jahre mit der Glasproduktion verbunden war, „ergehen“. Er startet unweit des Rathauses und führt über mehrere Stationen, die mit „Fenstern in die Vergangenheit“ ausgestattet wurden, entlang wichtiger Punkte der Glasverarbeitung. Er wurde im Zuge der Bayerischen Landesausstellung 2018 Wald, Gebirg und Königstraum – Mythos Bayern eingerichtet und ist gut ausgeschildert. Als „kleine Bergwanderung“ ist er für Kinder ab 5 Jahre geeignet.
Grafenaschau liegt am Bodensee-Königssee-Radweg, welcher in Lindau beginnt und zum Königssee bei Berchtesgaden führt. Er verläuft von Bad Kohlgrub kommend über Grafenaschau nach Eschenlohe.
Im Ort selbst sind ein Ausflugscafé sowie mehrere Ferienwohnungen vorhanden.

### Verkehr
An der Ammergaubahn befindet sich ein Haltepunkt mit dem Namen „Grafenaschau“. Dieser befindet sich allerdings im Murnauer Gemeindeteil Westried, etwa 2,5 km vom Schwaigener Gemeindeteil Grafenaschau entfernt.

### Bildung
Im Jahr 2017 existierten folgende Einrichtungen:
- Kindergärten: 42 Kindergartenplätze mit 41 Kindern (gdl. Kindergarten und Waldkindergarten)